# Акбалшик
Акбалши́к (каз. Ақбалшық) — село у складі Жангалинського району Західноказахстанської області Казахстану. Входить до складу Бірліцького сільського округу.
Населення — 201 особа (2021; 247 у 2009, 307 у 1999, 175 у 1989).